# Irena Walecka-Herniczek
Irena Maria Walecka-Herniczek (ur. 1965) – polska dermatolog, dr hab. nauk medycznych, adiunkt Kliniki Dermatologii Centrum Medycznego Kształcenia Podyplomowego, Studium Kliniczno-Dydaktycznego i Wyższej Szkoły Inżynierii i Zdrowia w Warszawie.

## Życiorys
29 stycznia 2003 obroniła pracę doktorską Korelacja nasilenia stwardnień skóry ze zmianami w mózgowiu u pacjentów z twardziną układową - implikacje terapeutyczne, 26 kwietnia 2018 habilitowała się na podstawie pracy zatytułowanej Analiza ekspresji wybranych genów szlaków apoptozy, kalcyfikacji i włóknienia w komórkach jednojądrzastych krwi obwodowej oraz IL-17 i IL-23 w surowicy pacjentów z twardziną układową (Scl 70+, ACA+). Pracowała w Centralnym Szpitalu Klinicznym MSWiA.
Objęła funkcję adiunkta w Klinice Dermatologii Centrum Medycznym Kształcenia Podyplomowego, Studium Kliniczno-Dydaktycznego oraz w Wyższej Szkole Inżynierii i Zdrowia w Warszawie. 
Piastuje stanowisko kierownika Kliniki Dermatologii Centrum Medycznego Kształcenia Podyplomowego, Studium Kliniczno-Dydaktycznego. 

## Odznaczenia
- Złoty Krzyż Zasługi (2021)[4]
- Srebrny Krzyż Zasługi (2000)[5]
- Medal Komisji Edukacji Narodowej (2023)
- Srebrny Medal „Zasłużony dla Nauki Polskiej Sapientia et Veritas” (2023)[6]